# Буда-Корецкая
Буда-Корецкая — деревня в Стародубском муниципальном округе Брянской области.

## География
Находится в южной части Брянской области на расстоянии приблизительно 15 км на юг по прямой от районного центра города Стародуб.

## История
Упоминалась с первой половины XVII века как владение шляхтича Тита Полуляха, позднее последовательно во владении Миклашевского, Гамалеи, Концевича, Корецкого, Кулябки и др. В XVII—XVIII веках входила во 2-ю полковую сотню Стародубского полка. В середине XX века работал колхоз «Красный Октябрь». В 1859 году здесь (деревня Стародубского уезда Черниговской губернии) было учтено 48 дворов, в 1892—103. До 2019 года входило в состав Занковского сельского поселения, с 2019 по 2020 в состав Понуровского сельского поселения Стародубского района до их упразднения.

## Население
Численность населения: 433 человека (1859 год), 526 (1892), 57 человек в 2002 году (русские 100 %), 22 в 2010.